# Hypostomus hemiurus
Hypostomus hemiurus är en fiskart som först beskrevs av Eigenmann 1912.  Hypostomus hemiurus ingår i släktet Hypostomus och familjen Loricariidae. IUCN kategoriserar arten globalt som livskraftig. Inga underarter finns listade i Catalogue of Life.